# جيمس هاري كوفينجتون
جيمس هاري كوفينجتون (بالإنجليزية: J. Harry Covington)‏ (و. 1870 – 1942 م) هو سياسي، وقاض، ومحام، وبروفيسور (أستاذ جامعي) من الولايات المتحدة الأمريكية ولد في ايستون.
وهو عضو في الحزب الديمقراطي الأمريكي .

## التعليم
تعلم في جامعة بنسلفانيا.

## مناصب وهيئات
أدار جامعة جورجتاون.